# Powiat szprotawski
Powiat szprotawski – powiat istniejący do roku 1975 na terenie obecnych powiatów żagańskiego (woj. lubuskie) i polkowickiego (woj. dolnośląskie). Jego ośrodkiem administracyjnym była Szprotawa. Powiat wchodził w skład województwa zielonogórskiego.
Oprócz Szprotawy na terenie powiatu funkcjonowały miasto Przemków i gminy Borowina, Leszno Górne, Małomice, Niegosławice, Przemków i Szprotawa.
Po reformie administracyjnej w 1975 roku terytorium powiatu zostało podzielone przez nowe (mniejsze) województwo zielonogórskie oraz województwo legnickie. Powiatu nie przywrócono w roku 1999, a samą Szprotawę włączono do powiatu żagańskiego.

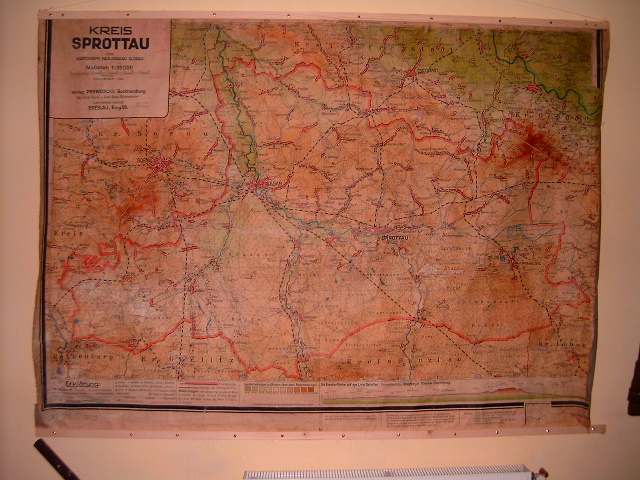
Mapa powiatu szprotawskiego po reformie administracyjnej w 1932 r., w zasobach Muzeum Ziemi Szprotawskiej.